# Prouvy
Prouvy é uma comuna francesa na região administrativa de Altos da França, no departamento do Norte. Estende-se por uma área de 4.41 km². Em 2010 a comuna tinha 2 282 habitantes (densidade: 517,5 hab./km²).